# Messèné
Dans la mythologie grecque, Messèné (en grec ancien Μεσσήνη), est la fille de Triopas (roi d'Argos), et la petite-fille de Phorbas (ou sa fille selon certaines autres traditions),.
Elle épouse Polycaon, le plus jeune fils du roi de Lacédémone Lélex, et incite son mari, qui n'est pas l'héritier du royaume — puisque c'est Mylès, l'aîné —, à créer son propre royaume. Avec des soldats lacédémoniens et argiens, Polycaon conquiert alors la région qu'il appelle Messénie, du nom de sa femme, et fonde sa capitale, Andania,.
Messèné est ainsi la première reine mythique de Messénie et la fondatrice dans la région de Mystères des Grandes déesses, les mystères d'Andania, presque aussi anciens que les Mystères d'Éleusis,.
Elle fait l'objet d'un culte divinisé et un temple lui est dédié,.

## Source antique
- Pausanias, Description de la Grèce [détail des éditions] [lire en ligne] (IV, 1, 1-2 ; IV, 3, 6 ; IV, 27, 4 ; IV, 31, 9).